# زهانغ زياوبين
زهانغ زياوبين (بالصينية: 张晓彬) (23 أكتوبر 1993 بنانتونغ في الصين - ) هو لاعب كرة قدم صيني في مركز الوسط. لعب مع جيانغسو سونينغ.

## روابط خارجية
- زهانغ زياوبين على موقع قاعدة بيانات كرة القدم.إي يو (الإنجليزية)
- زهانغ زياوبين على موقع Soccerway.com (الإنجليزية)